# Protochelifer naracoortensis
Espèce
Protochelifer naracoortensis est une espèce de pseudoscorpions de la famille des Cheliferidae.

## Distribution
Cette espèce est endémique d'Australie-Méridionale. Elle se rencontre vers Naracoorte dans la grotte Bat Cave.

## Description
Le mâle holotype mesure 2,7 mm et les femelles mesurent de 3,3 à 3,4 mm.

## Étymologie
Son nom d'espèce, composé de naracoort[e] et du suffixe latin -ensis, « qui vit dans, qui habite », lui a été donné en référence au lieu de sa découverte, Naracoorte.

## Publication originale
- Beier, 1968 : Some cave-dwelling Pseudoscorpionidea from Australia and New Caledonia. Records of the South Australian Museum, vol. 15, p. 757-765 (texte intégral).